# Érico Ribeiro
Érico da Silva Ribeiro ou simplesmente Érico Ribeiro (Camaquã, 27 de dezembro de 1935) é um engenheiro, empresário e político brasileiro.

## Biografia
Filho de Lauro Ribeiro e de Erci Pereira da Silva Ribeiro, ainda jovem, mudou-se para Pelotas, em 1965 iniciou militância política filiando-se à ARENA, em 1975, tornou-se diretor-presidente da “Cooperativa Arrozeira Extremo Sul” em Pelotas, ramo do qual se tornou grande empresário, em 1977, fundou a Granja Retiro Agropecuária em Pelotas. Em 16 de dezembro de 1999 lhe foi concedido o título de de “Cidadão Sul-Lourenciano” pela Câmara Municipal de São Lourenço do Sul.

## Carreira política
Nas eleições municipais de Pelotas em 1992, concorreu ao cargo de prefeito pelo PDS conseguindo 52.834 votos, ficando em segundo lugar, o prefeito eleito foi Irajá Andara Rodrigues do PMDB, em terceiro lugar Cecília Hipólito do PT com 22.756 votos, em quarto lugar Sérgio Souza Soares do PDT com 11.145 votos, em quinto lugar Ary Alcântara do PFL com 5.714 votos e em sexto e último lugar Antônio Kleber Mathias Neto do PST com 1.721.
Nas eleições estaduais de 1994, concorreu ao cargo de vice-governador, pelo PPR na chapa encabeçada por Celso Bernardi também do PPR, conseguindo 393.514 votos, ficando em terceiro lugar e consequentemente não indo ao segundo turno, no primeiro turno em primeiro lugar ficou Antônio Britto do PMDB com 2.211.270 votos, em segundo lugar Olívio Dutra do PT com 1.560.992 votos, em quarto lugar Sereno Chaise do PDT com 252.915 votos, em quinto lugar Irapuan Teixeira do PRONA com 48.576 votos e em sexto e último lugar José Luiz Gomes do PRN com 27.003; já no segundo turno o governador eleito foi Antônio Britto do PMDB com 2.679.701 votos e Olívio Dutra do PT conseguiu 2.453.174 votos.
Nas eleições estaduais de 1998, foi eleito deputado estadual à Assembleia Legislativa do Rio Grande do Sul na 50ª legislatura (1999 — 2003), pelo PPB conseguindo 74.587 votos, terceiro mais votado para o cargo no estado.
Nas eleições estaduais de 2002, foi eleito deputado federal à Câmara dos Deputados do Brasil na 52ª legislatura (2003 — 2007), pelo PPB conseguindo 87.298 votos, sendo o vigésimo mais votado para o cargo no estado.
Nas eleições estaduais de 2006, tentou a reeleição para deputado federal para a 53ª legislatura (2007 — 2011), pelo PP conseguindo 32.097 votos, ficando como suplente.

## Desempenho eleitoral
| Ano  | Eleição                       | Cargo             | Partido | Votos         | Resultado  |
| ---- | ----------------------------- | ----------------- | ------- | ------------- | ---------- |
| 1992 | Municipal de Pelotas          | Prefeito          | PDS     | 52.834 votos  | Não eleito |
| 1994 | Estadual do Rio Grande do Sul | Vice-governador   | PPR     | 393.514 votos | Não eleito |
| 1998 | Estadual do Rio Grande do Sul | Deputado Estadual | PPB     | 74.587 votos  | Eleito     |
| 2002 | Estadual do Rio Grande do Sul | Deputado Federal  | PPB     | 87.298 votos  | Eleito     |
| 2006 | Estadual do Rio Grande do Sul | Deputado Federal  | PP      | 32.097 votos  | Suplente   |